# Piper richardianum
Piper richardianum är en pepparväxtart som beskrevs av C. Dc.. Piper richardianum ingår i släktet Piper och familjen pepparväxter. Inga underarter finns listade i Catalogue of Life.